# Nakoneczne Drugie
Nakoneczne Drugie (ukr. Наконечне Друге) – wieś na Ukrainie, w rejonie jaworowskim obwodu lwowskiego.

## Historia
Dawniej wieś w powiecie jaworowskim.

## Urodzeni
- Roman Senyk – urodzony we wsi Nakoneczne Drugie, aktywista Majdanu, zmarł 25.01.2014 r. w wieku 45 lat raniony w Kijowie od kul snajpera. W pogrzebie Senyka uczestniczyło 2.000 osób, w tym duchowni wszystkich kościołów i wyznań na Ukrainie. Przy drodze do miejscowości stanął znak z napisem On umarł za nas[3][4].